# Kurt Axelsson
Kurt Axelsson (1941. november 10. – 1984. december 15.)  svéd válogatott labdarúgó.
Autóbalesetben hunyt el 1984-ben, mindössze 43 évesen.

## Pályafutása

### A válogatottban
1966 és 1971 között 30 alkalommal szerepelt a svéd válogatottban. Részt vett az 1970-es világbajnokságon.

## Sikerei, díjai
Club Brugge
- Belga bajnok (1): 1972–73
- Belga kupa (1): 1967–68, 1969–70